# Obra (Indien)
Obra (Hindi: ओबरा, Obarā) ist eine Kleinstadt im Distrikt Sonbhadra im indischen Bundesstaat Uttar Pradesh.
Obra ist ein Akronym für „Outer Bank of Rihand Area“.
Die Stadt Obra liegt am Ufer des Son, einem Nebenfluss des Ganges, auf 211 m Höhe. Bei der Volkszählung 2011 hatte Obra 46.574 Einwohner, davon 53 % Männer und 47 % Frauen. 12,3 % der Bevölkerung waren sechs Jahre oder jünger.

## Wirtschaft
Obra ist Standort eines Kohlekraftwerks mit 13 Blöcken und insgesamt 1550 MW Leistung und eines Wasserkraftwerks mit einer Maximalleistung von 99 MW.

## Bildung
Die Stadt ist Sitz mehrerer bedeutender Bildungseinrichtungen, darunter
- Sacred Heart Convent School
- Obra Inter College
- Shishu Shiksha Niketan

sowie eine weitere Hochschule.
Die Alphabetisierungsrate in Obra liegt mit 75 % (Männer 83 %, Frauen 65 %) deutlich über dem Landesdurchschnitt von 65 %.